# Tata Airlines
Tata Airlines  war eine indische Luftverkehrsgesellschaft. Sie war die Vorläuferin der Air India.

## Geschichte
Im Jahr 1932 gründete Jehangir Ratanji Dadabhoy Tata, Spross der parsischen Unternehmerdynastie Tata, den Tata Aviation Service als Luftpostunternehmen. Später nannte er die Gesellschaft in Tata Airlines um.
Am 15. Oktober 1932 nahm Tata Airlines den regelmäßigen Postflugbetrieb zwischen Karatschi und Madras auf. Der Namensgeber der Gesellschaft Jehangir Ratanji Dadabhoy Tata startete mit einer De Havilland DH.80 Puss Moth zum ersten Flug auf dem alten Drigh Road Airport in Karatschi. In Bombay (heute Mumbai) übernahm Nevill Vintcent die Maschine zum Weiterflug über Bellary (heute Ballari) nach Madras (heute Chennai).
Außer der De Havilland DH.80 Puss Moth verfügte die Gesellschaft noch über eine De Havilland DH.85 Leopard Moth. Die Belegschaft setzte sich neben Tata und Vintcent aus einem weiteren Piloten, zwei angehenden Mechanikern und einem Ingenieur, der aber nur zeitweilig zur Verfügung stand, zusammen. In Karatschi gab es eine Funkstation und beschränkte Hilfsmittel für Nachtlandungen. Aber auf der gesamten Strecke nach Madras, die 2.100 km betrug, fehlte jegliche Unterstützung vom Boden. Trotz dieser schwierigen Voraussetzungen wurden 1933 über 250.000 Flugkilometer zurückgelegt. Dabei transportierte die Gesellschaft 10.710 kg Post sowie 155 Passagiere.
Bereits 1934 flog Tata Airlines zweimal wöchentlich nach Madras. Bald darauf richtete sie Postlinien im gesamten Kolonialgebiet Britisch-Indien ein, unter anderem auch nach Karatschi sowie ab 1938 nach Ceylon. Im Zweiten Weltkrieg wurde Tata Airlines mit der Erkundung einer Flugroute nach Südarabien beauftragt. Die Gesellschaft transportierte Nachschub in den Irak, flog Flüchtlinge aus Birma aus und übernahm Wartungs- und Überholungsaufträge von der Royal Air Force.
Im Jahr 1946 wurde Tata Airlines in Air India umbenannt.
Im Jahr 1953 wurde Air India von der Regierung Nehru verstaatlicht, eine Maßnahme, gegen die der Gründer, der Pilot Tata, mit ganzem Herzen kämpfte.

## Flotte
- De Havilland DH.80 Puss Moth
- De Havilland DH.85 Leopard Moth
- De Havilland DH.86 Express
- De Havilland DH.89 Dragon Rapide
- Stinson Model A

## Routen
- Karatschi – Chennai
- Mumbai – Thiruvananthapuram
- Mumbai – Neu-Delhi